# Aphyosemion wachtersi
Aphyosemion wachtersi är en fiskart som beskrevs av Alfred C. Radda och Huber, 1978. Aphyosemion wachtersi ingår i släktet Aphyosemion och familjen Nothobranchiidae. Inga underarter finns listade i Catalogue of Life.